# Kill Trend Suicide
Kill Trend Suicide è un album in studio del gruppo grindcore statunitense Brutal Truth, pubblicato nel 1996.

## Tracce
1. Blind Leading the Blind – 1:47
2. Pass Some Down – 2:04
3. Let's Go to War – 1:28
4. Hypocrite Invasion – 2:53
5. Everflow – 1:01
6. Zombie – 2:40
7. Homesick – 1:17
8. Humanity's Folly – 2:49
9. I Killed My Family (YDI cover) – 2:43
10. Kill Trend Suicide – 15:10 – Il brano "Kill Trend Suicide" dura 2:40. Dopo 10 minuti e 20 secondi di silenzio (2:40 - 13:00), inizia una traccia nascosta.